# افزاره ریزآینه
افزاره‌های ریزآینه (به انگلیسی: Micromirror devices) افزاره‌هایی هستند که بر اساس آینه‌های کوچک میکروسکوپی ساخته شده‌اند. آینه‌ها سیستم‌های میکروالکترومکانیکی (MEMS) هستند، به این معنی که حالت آنها با اعمال ولتاژ بین دو الکترود در اطراف آرایه‌های آینه کنترل می‌شود. افزاره ریزآینه دیجیتال در ویدئو پروژکتورها و افزاره‌های اپتیکی و ریزآینه برای انحراف و کنترل نور استفاده می‌شوند.

## افزاره ریزآینه دیجیتال
افزاره‌های دیجیتال ریزآینه (DMD) توسط تگزاس اینسترومنتز در سال ۱۹۸۷ اختراع شدند و هسته اصلی فناوری DLP هستند که برای ویدیو پروژکتور استفاده می‌شود. آینه‌ها در یک ماتریس چیده شده‌اند و دارای دو حالت «روشن» یا «خاموش» (دیجیتال) هستند. در حالت روشن، نور لامپ پروژکتور به عدسی بازتابیده می‌شود و پیکسل را روی صفحه نمایش روشن می‌کند. در حالت خاموش، نور به جای دیگری هدایت می‌شود (معمولاً روی یک گرماگیر)، که باعث می‌شود پیکسل تاریک به نظر برسد. رنگ‌ها را می‌توان با فناوری‌های مختلفی مانند منابع نوری یا توری‌های مختلف تولید کرد.

## انحراف و کنترل نور
آینه‌ها نه تنها می‌توانند بین دو حالت سوئیچ شوند، چرخش آنها در واقع پیوسته است. این می‌تواند برای کنترل شدت و جهت نور فرودی استفاده شود. یکی از کاربردهای آینده کنترل نور در ساختمان‌ها بر اساس ریزآینه بین دو جداره با شیشه عایق است. قدرت و جهت نور فرودی توسط حالت آینه تعیین می‌شود که خود به صورت الکترواستاتیک کنترل می‌شود.

## ریزآینه اسکن‌سازمِمز
یک ریزآینه اسکن‌سازی مِمز از یک افزاره سیلیکونی با یک آینه در مقیاس میلیمتری در مرکز تشکیل شده است. این آینه معمولاً به خم‌هایی متصل است که به آن اجازه می‌دهد روی یک محور یا دو محور برای افکندن یا دریافت نور نوسان کند.